# كريس جونز (لاعب كرة قاعدة)
كريس جونز (بالإنجليزية: Chris Jones)‏ هو لاعب كرة قاعدة أمريكي، ولد في 16 ديسمبر 1965 في أوتيكا في الولايات المتحدة.

## وصلات خارجية
- كريس جونز على موقعبيزبول رفرنس.كوم (الدوري الرئيسي) (الإنجليزية)
- كريس جونز على موقعبيزبول رفرنس.كوم (الدوري الثانوي) (الإنجليزية)
- كريس جونز على موقع مشجعي الرسوم البيانية (الإنجليزية)